# American Orchid Society Visitors Center and Botanical Garden
L'American Orchid Society Visitors Center and Botanical Garden è stato un orto botanico statunitense, specializzato in orchidee che si trovava a Delray Beach, in Florida, su un'area di 1,4 ha nei pressi del giardino giapponese del Morikami Museum. È stata la terza sede dell'American Orchid Society, dopo l'Harvard University’s Peabody Botanical Museum (1921-1981) e la residenza di Lewis Vaughn a West Palm Beach (1981-2001).
All'interno si trovavano due serre da 370 metri quadri ciascuna: una aperta al pubblico, caratterizzata da una cascata di 4 metri al proprio interno, ed una riservata alla coltivazione di orchidee da parte della American Orchid Society.
Le orchidee mostrate eraoo centinaia, ma accanto ad esse si trovavano anche Amorphophallus spp., balsa, bamboo, baobab, bromeliaceae, cicadi, Dillenia indica, palme delle Everglades, Heliconia spp., Guaiacum officinale,  Platycerium spp., Ficus triangularis  e ninfee.
Nel 2011 il centro visitatori è stato venduto e l'anno successivo l'orto botanico e la sede dell'American Orchid Society sono stati trasferiti al Fairchild Tropical Botanic Garden.